# Słońce średnie
Słońce średnie – umowny punkt w astronomii stosowany w mechanice nieba, by zdefiniować jednostajnie płynący czas słoneczny dla rachuby czasu. Punkt ten porusza się po równiku niebieskim ze stałą prędkością kątową równą średniej rocznej prędkości kątowej ruchu rzeczywistego Słońca po ekliptyce. Odstęp czasu pomiędzy następującymi po sobie górowaniami słońca średniego nazywamy średnią dobą słoneczną.